# Reinhold Lubomski
Reinhold Lubomski (* 14. Mai 1952; † vor dem 6. Oktober 2009) war ein deutscher Eishockeyspieler, der unter anderem für den EC Deilinghofen in der Bundesliga aktiv war.

## Karriere
Reinhold Lubomski stieß in der Saison 1969/70 zum Oberliga-Club EC Deilinghofen (ECD). Der Verteidiger absolvierte 13 Spielzeiten für den im Jahr 1979 in ECD Iserlohn umbenannten Verein. Dabei gelang der Mannschaft im Jahr 1973 die Qualifikation für die neu geschaffene 2. Bundesliga und in der Saison 1976/77 der erstmalige Aufstieg in die Bundesliga. Auch nach dem Abstieg im Jahr 1980 blieb er dem ECD erhalten. Erst nach der mit dem Wiederaufstieg beendeten Saison 1981/82 verließ er den Verein.
Insgesamt absolvierte Lubomski 416 Spiele für den ECD. Nur Dieter Brüggemann, Gerhald Müll und Gerhard Möller standen noch häufiger für den Verein auf dem Eis. Bekannt war der Verteidiger, der von den Fans „Lupo“ genannt wurde, vor allem für seinen harten Schuss von der blauen Linie. Für den ECD erzielte er 55 Tore.
Nach seinem Abschied aus Iserlohn spielte Lubomski noch zwei Jahre in Unna, zunächst beim Königsborner SV in der Oberliga, anschließend beim EHC Unna in der Regionalliga. Im Jahr 1984 beendete er seine Karriere. Er starb nach langer Krankheit im Oktober 2009.

## Erfolge und Auszeichnungen
- 1973 Qualifikation für die 2. Bundesliga mit dem EC Deilinghofen
- 1977 Aufstieg in die Bundesliga mit dem EC Deilinghofen
- 1982 Aufstieg in die Bundesliga mit dem ECD Iserlohn

## Karrierestatistik
(Legende zur Spielerstatistik: Sp oder GP = absolvierte Spiele; T oder G = erzielte Tore; V oder A = erzielte Assists; Pkt oder Pts = erzielte Scorerpunkte; SM oder PIM = erhaltene Strafminuten; +/− = Plus/Minus-Bilanz; PP = erzielte Überzahltore; SH = erzielte Unterzahltore; GW = erzielte Siegtore; 1 Play-downs/Relegation; Kursiv: Statistik nicht vollständig)